# The English Game
The English Game ou Le Jeu anglais au Québec, est une mini-série télévisée sportive historique développée par Julian Fellowes pour Netflix sur les origines du football moderne en Angleterre. La série en six parties est sortie le 20 mars 2020.

## Synopsis
La série suit l'équipe des Old Etonians, les ouvriers d'usine de Darwen et le club de la ville à travers la lutte des classes pour établir le sport qui deviendra le plus populaire au monde, le football.

## Distribution

### Acteurs principaux
- Edward Holcroft (VF : Alexandre Gillet) : Arthur Kinnaird
- Kevin Guthrie (VF : Marc Arnaud) : Fergus Suter
- Charlotte Hope (VF : Flora Kaprielian) : Margaret Alma Kinnaird
- Niamh Walsh (en) (VF : Julie Mouchel) : Martha Almond
- Craig Parkinson (VF : Cyrille Monge) : James Walsh
- James Harkness (VF : Benjamin Pascal) : Jimmy Love

Acteurs secondaires
- Anthony Andrews (VF : Guy Chapellier) : Lord Arthur Kinnaird
- John Askew (VF : Mario Bastelica) : Jack Hunter
- Ben Batt (en) : Cartwright
- Kate Dickie : Aileen Suter, la mère de Fergus
- Michael Nardone (en) (VF : Michel Vigné) : Douglas Sutter, le père de Fergus
- Joncie Elmore (VF : Fabrice Lelyon) : Ted Stokes
- Eilidh Fisher
- Kerrie Hayes (VF : Barbara Delsol) : Doris Platt
- Daniel Ings (VF : Stéphane Fourreau) : Francis Marindin
- Gerard Kearns (VF : Jean-Marco Montalto) : Tommy Marshall
- Sam Keeley (en)
- Sylvestra Le Touzel (VF : Sylvie Ferrari) : Lady Kinnaird
- Henry Lloyd-Hughes
- Harry Michell
- Kate Phillips (VF : Agathe Cemin) : Laura Lyttelton
- Lara Peake (VF : Charlotte Campana) : Mrs Cronshaw

 Source et légende : version française (VF) sur RS Doublage

## Épisodes
1. Le propriétaire d'une filature de la ville ouvrière de Darwen recrute pour son équipe de football deux joueurs écossais, Fergus Suter et James Love, afin de remporter la coupe d'Angleterre de 1879. Après un match nul, l'équipe de Darwen est finalement battue en quarts de finale par les futurs vainqueurs les Old Etonians.
2. Alors que Fergus Suter parvient à faire progresser les joueurs du club de foot de Darwen tandis que les entreprises de filature baissent les salaires des ouvriers et que Arthur Kinnaird tisse des liens amicaux dans la ville.
3. Fergus Suter et Arthur Kinnaird se trouvent, chacun, face à des choix problématiques. Fergus Suter quitte le club de Darwen pour celui de Blackburn.
4. L'adaptation de Fergus Suter dans son nouveau club se passe mal. Les anciens coéquipiers de Darwen lui en veulent.
5. Une bagarre éclate après un match amical entre Blackburn et Darwen. La fédération prend donc une décision importante pour la finale de la Coupe.
6. La fédération revient sur sa décision et la finale Blackburn Rovers-Old Etonians peut finalement se dérouler.

## Libertés avec la vérité historique
Par souci de narration et pour mettre en valeur le rôle de pionnier de Fergus Suter, la série prend plusieurs libertés avec la vérité historique :
- Jimmy Love et Fergus Suter ne rejoignent pas Darwen ensemble. Love joue déjà à Darwen et ce n'est qu'en voyant le succès de son ami en Angleterre que Suter se décide à quitter Partick pour Darwen. Contrairement à Jimmy Love, Fergus Suter ne travaillera jamais comme ouvrier dans l'usine textile mais continuera son métier de tailleur de pierre à Darwen du moins officiellement bien qu'il soit payé pour jouer au football.

- Jimmy Love n'a pas joué à Blackburn aux côtés de Fergus Suter. S'il a bien joué pour les Blackburn Rovers, c'est en janvier 1880 (quelques mois avant Suter donc) et pour un seul match. On perd ensuite sa trace.

- La série fusionne deux clubs de Blackburn pour servir son intrigue[4]. Le Blackburn Olympic, premier club ouvrier à remporter la Coupe d'Angleterre en 1883 et les Blackburn Rovers. Fergus Suter a joué pour les Blackburn Rovers à partir de 1880 et non pour le Blackburn Olympic. Il n'a donc pas fait partie de la première équipe ouvrière à remporter la coupe comme il est dit dans la série.

- Si la finale 1883 s'est bien soldée par une victoire de Blackburn 2 à 1 après prolongations face aux Old Etonians[5], Fergus Suter n'a pas marqué un doublé puisqu'il n'a pas pris part à ce match. Arthur Kinnaird a, quant à lui, bien participé à cette finale comme capitaine des Old Etonians mais n'a pas été buteur.